# Possad (Perm)
|  | Per a altres significats, vegeu «Possad». |

Possad (en rus: Посад) és un poble del krai de Perm, a Rússia, que en el cens del 2010 tenia 45 habitants.